# Science Power Platform

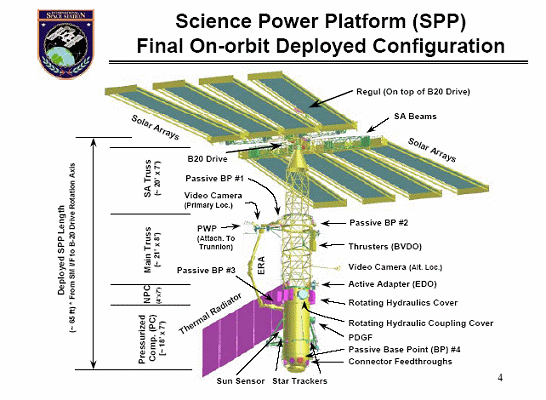
ISS Science Power Platform

Die Science Power Platform (SPP) (russisch Научно-энергетическая платформа, abgekürzt НЭП, deutsch NEP) war ein geplantes russisches Energiekontrollmodul für die Internationale Raumstation (ISS). Es sollte vom US-amerikanischen Space Shuttle (geplant mit STS-138) zur Station gebracht und dort montiert werden.
Die Hauptaufgabe des Moduls hätte in der Bereitstellung zusätzlicher Energie für die ISS bestanden. Außerdem sollte es Steuerdüsen besitzen, mit denen ein Rollen der Raumstation um deren Längsachse hätte korrigiert werden können. Das SPP sollte mit Hilfe des europäischen Roboterarmes gewartet werden.
Ursprünglich wurde das Modul für die Mir-2, die Nachfolgerin der Mir-Station, entworfen und sollte mit einer Zenit-Rakete ins All gebracht werden.
2004 veröffentlichte Planungen der Russischen Raumfahrtbehörde gingen von einem Ausbau der Science Power Platform zu einem vollwertigen Modul (russisch Научно-энергетический модуль, abgekürzt НЭМ, deutsch NEM) mit unter Druck stehendem Raum und einem seitlich angeordneten Kopplungsstutzen aus. Später sollte das Pirs-Modul am NEM angebracht werden. 
Nach dem am 2. März 2006 verabschiedeten Aufbauplan der Raumstation wurde das SPP gestrichen. Stattdessen erhält nach dem Ausbau der ISS der russische Stationsteil Energie von den großen Solarmodulen des amerikanischen Teils der Station. Somit entfiel für Russland die Notwendigkeit, ein eigenes Energiemodul zu bauen und zur ISS zu befördern. Der bereits fertiggestellte Rumpf der SPP wurde zum Bau des russischen Moduls Rasswet verwendet.